# Мороз Віктор Васильович
Віктор Васильович Мороз (* 18 січня 1968, Київ, УРСР, СРСР)— радянський та український футболіст, півзахисник. Майстер спорту СРСР (1991). Нині — український тренер. 

## Біографія

### Юнацькі роки
Розпочав із дворового футболу. Там Віктора помітив тренер Анатолій Петрович Пилипчук, колишній гравець «Динамо», «Шахтаря» та олімпійської збірної СРСР, який забрав хлопця в київську юнацьку команду «Восход». 
Під час гри із однією з «динамівських» команд, Мороза примітили скаути «біло-синіх» і забрали до себе. Згодом Віктор пройшов усі щабелі «динамівської» школи, де довгий час навчався під керівництвом Олександра Шпакова. Паралельно виступав за юнацькі та молодіжні збірні СРСР, куди вперше Віктора викликав Анатолій Бишовець.

### «Динамо»
Перший матч в «основі» за «Динамо» відбувся 15 березня 1991 року у грі з «Шахтарем» вдома, який завершився в «суху» нічию. Протягом більшої частини сезону був основним півзахисником киян, проте в кінці року Віктор травмувався і довелося робити операцію. Доки відновлювався, відбувся перехід від радянського до українського чемпіонату, а у клубі розпочалися зміни тренерів, замість Анатолія Пузача прийшов Йожеф Сабо, а потім і Михайло Фоменко, але обидва вони не бачили Віктора в основній команді, через що він був змушений грати за «Динамо-2» в Першій лізі.

### Ізраїльський період
Влітку 1993 року Морозу надійшла пропозиція із Ізраїлю, де вже грало чимало гравців із колишнього Союзу, від клубу «Хапоель» (Беер-Шева). У першому своєму ізраїльському клубі Мороз разом із співвітчизниками Олександром Щербаковим та Сергієм Гусєвим двічі поспіль брав третє місце чемпіонату. 
У другому сезоні у «Хапоелі» Віктор забив 12 голів, завдяки чому його запросив один з грандів місцевого футболу — «Маккабі» із Тель-Авіва. У складі нової команди 1996 року виграв чемпіонат та Кубок Ізраїлю, але того ж року покинув клуб і перейшов у «Хапоель Цафрірім».

### Завершення кар'єри
Незабаром отримав серйозну травму, і після того як контракт вже закінчився, довелося повернутися в Україну, де протягом 1999 рок виступав за київський ЦСКА, а потім поїхав у китайський «Ляонін Хувін», де в 32 роки і завершив футбольну кар'єру. Сам Мороз прокоментував це так: «В Китаї міг би ще грати, але сталося таке, про що я нікому ніколи не скажу. Людський фактор втрутився. Який? Нехай це буде таємницею».
Незважаючи на завершення професійної кар'єри, ветеранський рух дозволяв Морозу тримати себе у формі, так як Віктор вирішив і надалі лишитись у футболі, тому самостійно пішов вчитися на тренерську ліцензію.

### Пляжний футбол
2004 року отримав першу тренерську роботу, очоливши збірну України з пляжного футболу, в якій став граючим тренером. 
Під його керівництво збірна потрапила на чемпіонат Європи 2004 року, причому з першого місця в групі. На ЧЄ в Монако перший же стиковий матч довелося грати із діючими чемпіонами Європи іспанцями, за яких грав колишній футболіст Хуліо Салінас, але Україна під керівництвом Мороза перемогла. Після цього принц Монако Альбер навіть вирішив познайомитися з командою. В підсумку збірна здобула третє місце на чемпіонаті Європи. Це був перший серйозний трофей для «пляжників». Цей успіх відкрив шлях до розіграшу Чемпіонату світу-2005, на якому збірна стала шостою, а Віктор забив два голи 

### Повернення у великий футбол
2005 року Мороз покинув збірну і незабаром, отримавши тренерську ліцензію, влаштувався тренером-селекціонером в київське «Динамо», хоч запрошували і в дитячу школу тренером. В селекції працював до 2009 року. 
У 2010 році з'явилося запрошення від Анатолія Дем'яненка стати його асистентом в узбецькому «Насафі» і Мороз погодився. У них почалося друге коло і клуб закінчив чемпіонат третіми. А в 2011 році «Насаф» вже був другим, потрапив у фінал національного Кубку і виграв Кубок АФК.
В січні 2012 року Дем'яненко очолив луцьку «Волинь» і незабаром знову запросив Віктора до свого штабу, де Мороз і працював до звільнення Дем'яненка навесні 2013 року.

## Цікаві факти
- В кінці 1980-х — на початку 1990-х років в «Динамо» (Київ) було кілька Морозів — Віктор, Юрій та Олександр. З Юрієм Віктор навіть грав за киян в один і той самий час, а деякі навіть помилково їх називали братами. Згодом із Юрієм вони разом і в Ізраїль потрапили, де також казали, що брати[2].

## Титули
- Чемпіон СРСР: 1990
- Чемпіон Ізраїлю: 1996
- Володар Кубка Ізраїлю: 1996